# Codificación de binario a texto
 Codificación binario a texto  es un tipo de  codificación de transporte de datos , que tiene la finalidad de proteger los datos que se envían a otros ordenadores y evitar así daños debido a ciertas restricciones de la capa de la red de transmisión que es la responsable del transporte de los datos (véase el modelo OSI).
Un ejemplo de esta limitación puede ser la incapacidad de algunas máquinas antiguas para transmitir datos de más de 7 bits. Tratando de enviar datos de 8 bits (es decir, compuestas de bytes de 8 bits) sin una codificación especial puede causar efectos indeseados cuando llegan a un ordenador antiguo (por el que pasan los datos) que puede tomar ciertos octetos como caracteres de control (PE: "final de línea","final de archivo",...) y realizar una acción en lugar de transferirlos tal como están.

## Tipos de codificación de transporte de datos
- Base64
- UUEncode
- BinHex